# Іван Дорощук
Іван Дорощук (англ. Ivan Eugene Doroschuk; нар. 9 жовтня 1957, Шампейн, Іллінойс, США) — канадський музикант українського походження, лідер рок-гурту Men Without Hats.

## Ранні роки
Народився 1957 року у місті Шампейн, Іллінойс, США у канадській родині українського походження. 1962 року після отримання наукового ступеня, батько Івана Юджін прийняв пропозицію посади у Монреальському університеті і родина повернулась до Канади. Мати Бетті також отримала посаду в Університеті Макгілла на музичному факультеті та викладала класичний спів. Тому Іван та його два брати Стефан і Колин також отримали музичну освіту, але вдома.
1976 року у віці 18 років деякий час вивчав право у Франції, повернувшись до Монреалю 1977 року. Навчався в Університеті Макгілла за спеціальністю Фільми та Комунікації.

## Музична кар'єра
1977 року заснував нью-вейв гурт під назвою Men Without Hats. Їхніми найвідомішими хітами, які принесли їм славу були «The Safety Dance» (1982) та «Pop Goes the World» (1987). Гурт починав грати музику у стилі нью-вейв, але з часом їх звук змінювався, додаючи все більше року. Тому в кінці 1990-х вони вже вважались хард-роковим гуртом.
1997 року під ім'ям Ivan видав сольний альбом під назвою The Spell. 
2003 року намагався реформувати гурт з альбомом-поверненням під назвою No Hats Beyond This Point, але це не вдалося. 
2010 року йому вдалося заново зібрати Men Without Hats з трьома новими учасниками гурту. 2012 року вони випустили альбом Love in the Age of War у стилі синт-попу початку 1980-х.

## Особисте життя
Дорощук був одружений, але згодом розлучився. Має сина. Проживає у місті Вікторія (Британська Колумбія).